# Adán Godoy
Adán Godoy (Tierra Amarilla, 26 novembre 1936) è un ex calciatore cileno, di ruolo portiere.